# Dacryodes peruviana
Dacryodes peruviana är en tvåhjärtbladig växtart som först beskrevs av Ludwig Eduard Loesener, och fick sitt nu gällande namn av Herman Johannes Lam. Dacryodes peruviana ingår i släktet Dacryodes och familjen Burseraceae. Inga underarter finns listade i Catalogue of Life.